# Eremocosta formidabilis
Espèce
Synonymes
- Datames formidabilis Simon, 1879

Eremocosta formidabilis est une espèce de solifuges de la famille des Eremobatidae.

## Distribution
Cette espèce se rencontre au Mexique et aux États-Unis.

## Description
Le mâle décrit par Roewer en 1934 mesure 27 mm et la femelle 27 mm.

## Publication originale
- Simon, 1879 : Essai d'une classification des Galéodes, remarques synonymiques et description d'espèces nouvelles ou mal connues. Annales de la Société Entomologique de France, sér. 5, vol. 9, p. 93–154 (texte intégral).